# 240
240是239與241之間的自然數。

## 在數學中
- 合數，正因數有1、2、3、4、5、6、8、10、12、15、16、20、24、30、40、48、60、80、120和240。
質因數分解為{\displaystyle 2^{4}\times 3\times 5}。
- 第56個過剩數，真因數和為504，盈度為264。前一個為234、下一個為246。
  - 第57個半完全數，和為本身的其中一組因數為1、 2、 3、 5、 6、 8、 10、 12、 15、 16、 20、 24、 30、 40、 48。前一個為234、下一個為246。
- 第12個高合成數。前一個為180、下一個為360。
- 第16個普洛尼克數，為15與16的乘積。前一個為210、下一個為272。
- 第73個十进制的哈沙德數。前一個為234、下一個為243。
- 十进制的奢侈數。
- 正二百四十邊形為第33個可作圖多邊形。前一個為204、下一個為255。
- 最小的歐拉長方體的邊長為240、117、44
- 半完全數：240=40+80+120
- {\displaystyle 240\pm 1}是孿生質數

## 在人類文化中
- 世界上最高的大學莫斯科大學高240米
- 是美國40號州際公路的補助線

## 在其他領域中
- 西元240年和前240年